# Fernando Solabarrieta
Fernando Javier Solabarrieta Chelech (né le 18 décembre 1970 à Puerto Natales) est un journaliste sportif et animateur de télévision chilien.

## Biographie
Fernando Solabarrieta est d'origine basque par son père et d'origine palestinienne par sa mère. Il est marié à la présentatrice de télévision Ivette Vergara, avec qui il a 3 enfants.
Le 6 août, 2015 il rejoint Mega pour commenter les matchs de l'équipe nationale du Chili à la coupe du monde de football 2018.

## Télévision

### Programmes
TVN
- Zoom Deportivo
- 24 Horas Deportes
- Goles 24 Horas
- La Noche del Fútbol

Fox Sports Amérique latine
- Depuis 2013 : Fox Sports Chile Radio : Présentateur

Mega
- Depuis 2015 : Mega Deportes
- Depuis 2015 : Ahora Noticias : Commentateur
- Depuis 2015 : Ahora Noticias Sábado : Présentatuer

## Radio

### Programmes
Radio Agricultura
- Deportes en Agricultura